# Озфест
Озфест (на английски: Ozzfest) е музикален рок фестивал, провеждан главно в САЩ, също и в други страни, и организиран от бившия вокалист и съосновател на легендарната метъл група „Блек Сабат“ Ози Озбърн и съпругата му Шарън Озбърн.
|  |

Провежда се всяка година в американски и европейски градове под формата на турнета в продължение на 2 месеца (фестивалът стартира обикновено около 15 юли и завършва в началото на септември). Участие в него взимат рок и метъл групи, които се подбират всяка година от организатора и главен хедлайнър Ози Озбърн. Групите са разпределени на 2 сцени – на първата (главната) сцена се изявяват известните и актуални групи, начело с Ози, който понякога участва с оригиналната формация на „Блек Сабат“. На втората сцена се дава шанс за изява на по-малко известни или нови групи. Концертите се организират предимно на големи спортни стадиони и събират впечатляващо количество зрители.

## История
Първото издание в историята на „Озфест“ се състои през 1996 година. То е отговор на отказа от организаторите на фестивала Lollapalooza да включат Ози Озбърн. „Озфест“ е много добре приет и е определен сред музикалните явления за 1996 г.
През 1998 година фестивалът за първи път излиза извън САЩ – в гр. Милтън Кинс, Великобритания. Отново е в Англия – в Милтън Кинс (2001), на пистата Донингтън парк (2002, 2005), в Лондон (2010).
През 2002 г. „Озфест“ обикаля на голямо турне из Европа: Германия – в Брауншвайг и Нюрнберг; Белгия – в Антверпен, Великобритания; Р. Ирландия – в гр. Нейс; Полша – в Катовице; Чехия – в Прага; Нидерландия – в гр. Неймеген; Португалия – в Лисабон. Неприятен белег оставя смъртта на вокалиста Дейв Уилямс от Drowning Pool. Той е намерен мъртъв в тур буса на групата. Причина за смъртта му е кардиомиопатия. Томи Лий го замества в групата до края на турнето.
Фестивалът се провежда също в Канада – във Ванкувър (1999) и в Торонто (2001); Израел – в Тел Авив (2010); Япония – в гр. Чиба (2013, 2015).

## Участници

### 1996
Ozzy Osbourne, Slayer, Danzig, Sepultura, Fear Ractory, Biohazard, Neurosis, Earth Crisis, Powerman 5000, Coal Chamber, Cellophane

### 1997
Black Sabbath, Marilyn Manson, Pantera, Type-O-Negative, Fear Factory, Machine Head, Powerman 5000, Coal Chamber, Slo Burn, Drain sth, downset., Neurosis, Vision of Disorder

### 1998
Ozzy Osbourne, Tool, Megadeth, Limp Bizkit, Soulfly, Sevendust, Coal Chamber, Motörhead, System of a Down, Melvins, Incubus, Snot, Life of Agony, Kilgore, Ultraspank, Monster Voodoo Machine

### 1999
Black Sabbath, Rob Zombie, Deftones, Slayer, Primus, Godsmack, System of a Down, Fear Factory, Static-X, Slipknot, Hed Planet Earth, Flashpoint, Pushmonkey, Drain sth, Apartment 26, Puya

### 2000
Ozzy Osbourne, Pantera, Godsmack, Static-X, Incubus, Methods of Mayhem, P.O.D., Queens of the Stone Age, Soulfly, Kittie, Disturbed, Taproot, Slaves on Dope, Reveille, Shuvel, Primer 55, Apartment 26, Deadlights, Pitchshifter, Black Label Society

### 2001
Black Sabbath, Marilyn Manson, Slipknot, Papa Roach, Linkin Park, Disturbed, Crazy Town, Zakk Wyled's B.L.S., Mudvayne, Union Underground, Taproot, Systematic, Godhead, Nonpoint, Drowning Pool, Spineshank, Hatebreed, Otep, No One, Pressure 4-5, American Head Charge, Pure Rubbish, Beautiful Creatures

### 2002
Ozzy Osbourne, System of a Down, Rob Zombie, P.O.D., Drowning Pool, Adema, Black Label Society, Down, Hatebreed, Meshuggah, Soil, Flaw, 3rd Strike, Pulse Ultra, Ill Niño, Andrew W.K., Glassjaw, The Used, Sw1tched, Otep

### 2003
Ozzy Osbourne, Metallica, Korn, Marilyn Manson, Disturbed, Chevelle, The Datsuns, Cradle of Filth, Voivod, Hotwire, Shadows Fall, Grade 8, Twisted Method, Nothingface, Killswitch Engage, Unloco, Depswa, Motograter, Sworn Enemy, Chimaira, Endo, Memento, E Town Concrete

### 2004
Black Sabbath, Judas Priest, Slayer, Dimmu Borgir, Superjoint Ritual, Black Label Society, Slipknot, Hatebreed, Lamb of God, Atreyu, Bleeding Through, Lacuna Coil, Every Time I Die, Unearth, God Forbid, Otep, Devil Driver, Magna-Fi, Throwdown, Darkest Hour

### 2005
Black Sabbath, Iron Maiden, Rob Zombie, Killswitch Engage, Shadows Fall, Black Label Society, As I Lay Dying, Mastodon, The Haunted, In Flames, Arch Enemy, The Black Dahlia Murder, Bury Your Dead, Soilwork, Trivium, It Dies Today, A Dozen Furies

### 2006
- Главна сцена:

Ози Озбърн (Само на избрани дати), System of a Down, Disturbed, Avenged Sevenfold, Hatebreed, Lacuna Coil, DragonForce
- Втора сцена:

Ози Озбърн (само на избрани дати), Black Label Society, Atreyu, Unearth, Bleeding Through, Norma Jean
- Втора сцена (rotating slots):

A Life Once Lost, The Red Chord, Walls of Jericho, Strapping Young Lad, All That Remains, Full Blown Chaos, Between the Buried and Me, Bad Acid Trip

### 2007
- Главна сцена:

Ozzy Osbourne, Lamb of God, Static-X, Lordi
- Втора сцена:

Hatebreed, Behemoth, Nick Oliveri and the Mondo Generator
- Втора сцена (rotating slots):

Nile, Ankla, Circus Diablo, The Showdown, 3 Inches of Blood, DÅÅTH, In This Moment, Chthonic

### 2008
- Главна сцена:

Ozzy Osbourne, Metallica
- Втора сцена:

Джонатан Дейвис, Sevendust, DevilDriver, Серж Танкян, Cavalera Conspiracy, Shadows Fall, Apocalyptica, In This Moment
- Трета сцена (Texas Stage):

The Sword, Drowning Pool, Goatwhore, Soilent Green, Rigor Mortis

### 2010
- Главна сцена:

Ozzy Osbourne, Mötley Crüe, Halford, DevilDriver, Nonpoint
- Втора сцена (Monster Energy):

Black Label Society, Drowning Pool, Kingdom of Sorrow, Goatwhore, Skeletonwitch, Saviours, Kataklysm, California Wildebeest, Immune

### 2013
Slipknot, Слаш, Deftones, Black Sabbath, Tool, Stone Sour

## Компилации
- The Ozzman Cometh (1997)
- Ozzfest: Second Stage Live (2000)